# Ротмістрівська волость
Ротмістрівська волость — історична адміністративно-територіальна одиниця Черкаського повіту Київської губернії з центром у містечку Ротмістрівка.
Станом на 1886 рік складалася з 4 поселень, 3 сільських громад. Населення — 6366 осіб (3090 чоловічої статі та 3276 — жіночої), 1108 дворових господарств.
|                     | Площа, десятин | У тому числі орної, десятин |
| ------------------- | -------------- | --------------------------- |
| Сільських громад    | 4332           | 3794                        |
| Приватної власності | 4201           | 2925                        |
| Іншої власності     | 210            | 93                          |
| Загалом             | 8643           | 6812                        |

Основне поселення волості:
- Ротмістрівка — колишнє власницьке містечко за 42 верст від повітового міста, 2100 осіб, 439 дворів, православна церква, католицька таблиця, синагога, школа, 3 постоялих будинки, 15 лавок, винокурний завод.
- Мельниківка (Федосіевка) — колишнє власницьке село при річці Сріблянка, 1074 особи, 229 дворів, православна церква.
- Носачів — колишнє власницьке село при річці Сріблянка, 1948 осіб, 425 дворів, православна церква, школа, 2 постоялих будинки, паровий і вітряний млини, винокурний завод.

Старшинами волості були:
- 1909—1912 роках — Онуфрій Демидович Руденко[2],[3],[4];
- 1913—1915 року — Архип Юхимович Ленивий[5],[6].